# Divertical
Divertical im Mirabilandia (Emilia-Romagna, Italien) ist eine Wasserachterbahn vom Modell Water Coaster des Herstellers Intamin, die am 16. Juni 2012 eröffnet wurde. Sie ist die erste Achterbahn vom Modell Water Coaster des Herstellers und zugleich die höchste Wasserachterbahn der Welt (strittig).
Die 767 m lange Strecke erreicht eine Höhe von 50 m und verfügt über eine 45° steile erste Abfahrt, auf der die Wagen eine Höchstgeschwindigkeit von 95 km/h erreichen.

## Wagen
Divertical besitzt einzelne Wagen mit Platz für jeweils zehn Personen (fünf Reihen à zwei Personen).